# Jannes Fittje
Jannes Fittje (Waltershausen, 22 de julio de 1999) es un piloto de automovilismo alemán.

## Carrera
Fittje comenzó su carrera en el automovilismo en karting en 2011 y se convirtió en campeón en la clase A de Bambini del ADAC Kart Bundesendlauf. En 2012 terminó 22 ° en el campeonato alemán de karting junior y mejoró al séptimo lugar en 2013. Ese año también compitió en la clase KF Junior del Campeonato de Europa de Karting. En 2014 quedó segundo en la clase KFJ del ADAC Kart Masters y octavo en la misma clase en el Campeonato Mundial de Karting.
En 2015, Fittje cambió a las carreras de fórmula, haciendo su debut en la Fórmula 4 en el ADAC Fórmula 4 con el equipo Motopark. Tuvo una temporada de debut razonable, en la que dos sextos puestos en Lausitzring fueron sus mejores resultados. Con 22 puntos finalizó en el decimoctavo puesto del campeonato.
En 2016, Fittje continuó conduciendo en ADAC Fórmula 4, pero se cambió al equipo de carreras de EE. UU. Comenzó la temporada con su primer podio en el Motorsport Arena Oschersleben y luego ocupó dos lugares más en el podio en Lausitzring. Con 133 puntos, se mejoró hasta el séptimo lugar en la clasificación final.
En 2017, Fittje hizo su debut en Fórmula 3 en el Eurofórmula Open, en el que jugó para Fortec Motorsports. Consiguió dos podios en el circuito Paul Ricard y en Silverstone antes de cambiarse al equipo RP Motorsport antes del inicio de los últimos tres fines de semana de carreras. Aquí estuvo en el podio dos veces más en el Autodromo Nazionale di Monza. Con 159 puntos terminó quinto en el campeonato. También fue elegible para el campeonato de novatos, en el que ganó dos carreras en el Autódromo do Estoril y en Monza, terminando segundo detrás de Nikita Troitskiy con 95 puntos.
En 2018, Fittje permaneció activo en el Eurofórmula Open, pero se cambió al equipo Drivex. Tras tres fines de semana de carreras, en los que un cuarto puesto en Estoril fue su mejor resultado, abandonó el campeonato. Más tarde ese año, hizo su debut en la GP3 Series para Jenzer Motorsport como reemplazo de David Beckmann, quien se fue a Trident.

## Resultados

### GP3 Series
(Clave) (negrita indica pole position) (cursiva indica vuelta rápida puntuable)

| Año  | Escudería         | 1   | 1   | 2   | 2   | 3   | 3   | 4   | 4   | 5   | 5   | 6   | 6   | 7   | 7   | 8   | 8   | 9   | 9   | Pos. | Puntos | Ref.  |
| ---- | ----------------- | --- | --- | --- | --- | --- | --- | --- | --- | --- | --- | --- | --- | --- | --- | --- | --- | --- | --- | ---- | ------ | ----- |
| 2018 | Jenzer Motorsport | BAR | BAR | LEC | LEC | SPI | SPI | SIL | SIL | BUD | BUD | SPA | SPA | MNZ | MNZ | SOC | SOC | YMC | YMC | 20.º | 0      | [ 2 ] |
| 2018 | Jenzer Motorsport |     |     |     |     |     |     |     |     | 13  | 17  | 20  | 15  | 16  | 11  | 12  | 10  | 13  | Ret | 20.º | 0      | [ 2 ] |